# Reckitt Benckiser
Reckitt Benckiser plc (LSE: RB) är ett av världens största företag inom segmentet rengöringsprodukter. Företaget är baserat i London. Aktien finns på FTSE 100 Index.
Reckitt Benckiser  bildades 1999, genom sammanslagning av Reckit & Colman, baserat i Storbritannien, och Benckiser, baserat i Nederländerna.
Företaget står bakom en mängd kända produkter som Vanish som tar bort fläckar från kläder och tyger, Cillit Bang och Harpic. Dessutom tillverkar man medel mot akne under namnet Clerasil, och halstabletten Strepsils, som i vissa länder marknadsförs av Novartis.

## Delägare
Stora delägare (2015)
- JAB Holding Company 15,4%
- Legal & General Investment Management, 3,2%
- MFS Investment Management, 3,1%